# Iochroma fuchsioides x cornifolium
Iochroma fuchsioides x cornifolium là loài thực vật có hoa trong họ Cà. Loài này được mô tả khoa học đầu tiên.